# 光轴荩草
光轴荩草（学名：Arthraxon lanceolatus var. glabratus）为禾本科荩草属下的一个变种。